# Colletotrichum higginsianum
Colletotrichum higginsianum är en svampart som beskrevs av Sacc. 1917. Colletotrichum higginsianum ingår i släktet Colletotrichum och familjen Glomerellaceae.   Inga underarter finns listade i Catalogue of Life.